# 魚嘴駅
魚嘴駅（ぎょしえき）は、南京市建鄴区にある、南京地下鉄2号線の駅である。河西有軌電車と接続している。2025年には南京地下鉄9号線（事業中）が乗り入れ、3路線の接続駅となる予定。
南京地下鉄2号線の駅では最西端に位置する駅である。当駅の付近に、2号線の車両基地である魚嘴車両検修場がある。

## 駅名
事業着手当初は南京地下鉄集団は「魚嘴駅」の仮称を用いており、2019年11月28日に「魚嘴駅」を駅名として第一次公示され、2020年1月18日に第一次公示のより駅名が「魚嘴駅」に決定したことが発表された。

## 歴史
- 2021年12月28日2号線の駅として開業。

## 駅構造

### のりば
| 番線 | 路線            | 方面                              | 行先        |
| ---- | --------------- | --------------------------------- | ----------- |
|      | 南京地下鉄2号線 | 莫愁湖・新街口・馬群・経天路 方面 | 仙林湖 行き |

### 改札・出入口
- 2号出入口：螺塘路・廬山路・保双街
- 3号出入口：秦新路（北）
- 8号出入口：魚嘴湿地公園

## 隣の駅
南京地下鉄
■ 2号線
魚嘴駅 - 天保街駅
■ 9号線
保双街駅 - 魚嘴駅 - 劉村駅
南京有軌電車
■ 河西有軌
魚嘴駅 - 保双街東駅